# Chráněná krajinná oblast Pálava

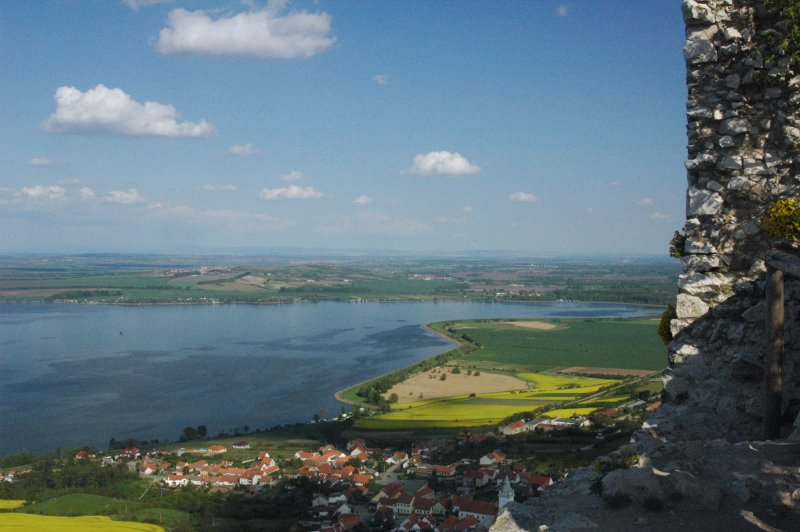
Widok z zamkowego wzgórza na zbiornik wodny Nové Mlýny III

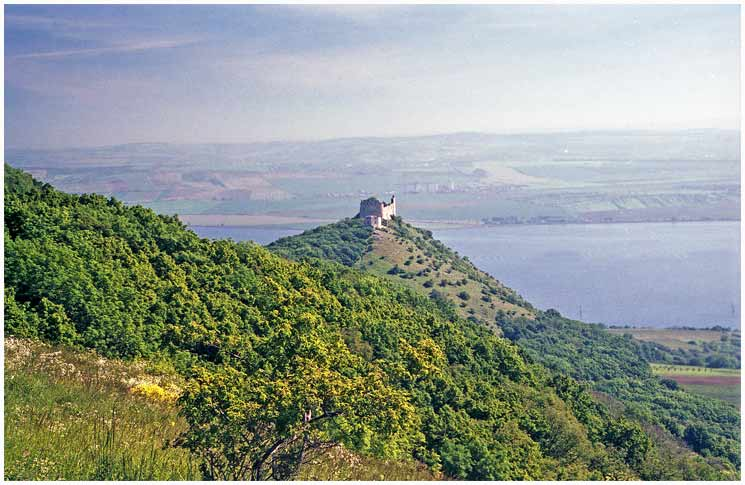
Widok ze zbocza Děvina na ruiny zamku Děvičky; w tle, u dołu - dolina Dyi (jezioro zaporowe Nové Mlýny)

Chráněná krajinná oblast Pálava (CHKO Pálava, pol. Obszar Chronionego Krajobrazu Pálava) – obszar chronionego krajobrazu w Czechach, w kraju południowomorawskim, na wysokim południowym brzegu dolnej Dyi, na północno-zachodnim cyplu Kotliny Panońskiej, w okolicach Brzecławia. Powstał 19 marca 1976. Powierzchnia parku: 83,0 km². Od 1986 rezerwat biosfery, a od 1993 ochrona ptactwa wodno-błotnego na mokradłach dolnej Dyi objęła konwencja ramsarska.

## Krajobraz
- rzeka Dyja z jeziorami zaporowymi Nové Mlýny (najniższy punkt wysokościowy 163 m n.p.m.)
- Pavlovské vrchy z wapiennymi ostańcami, grodziskami i ruinami zamków średniowiecznych (najwyższy punkt wysokościowy góra Děvin - 554 m n.p.m.
- malownicze wioski winiarskie

## Narodowe rezerwaty przyrody (NPR)
- Cahnov-Soutok
- Lednické rybniki
- Krumlovsko-rokytenské slepence
- Pouzdřanska Step-Kolby
- Větrniki

## Narodowe pomniki przyrody (NPP)
- Dunajovické kopce
- Miroslavské kopce
- Malhotky
- Na Adamcich
- Pastvisko
- Randezvous